# 浄土寺 (横須賀市)
浄土寺（じょうどじ）は、神奈川県横須賀市西逸見町にある、親鸞を宗祖とする浄土真宗本願寺派（西本願寺）の寺院。鎌倉時代の武将・畠山重忠の建立。室町時代、第11世住職の代に蓮如に帰依し、天台宗より浄土真宗となった。江戸時代初期に来日し徳川家康の外交顧問として活躍したイギリス人航海士ウィリアム・アダムス（日本名:三浦按針）の菩提寺である。現在の住職は逸見道郎。

## 歴史
寺に伝わる由緒によると、元和元年（1615年）8月29日に「村を挙げて、民悉く檀徒となれり」とある。当時の領主は三浦按針で、彼が浄土寺を菩提寺としていたことと符合する。元禄元年（1688年）に火災により罹災した本堂は、正徳2年（1712年）に再興され今に至る。昭和の終わりに耐震と基礎増強及び修復工事を竣工した。

## 三浦按針（ウイリアム・アダムス）
56歳で長崎の平戸で病死した後、「将軍の恩に報い、江戸を守護するため、江戸を一望できる高台に葬るべし」という遺言により、浄土寺に近い高台に墓が造られたといわれている。この墓は安針と妻女をとむらうもので、遺言によってこの地に建てたと伝えられている。
「三浦安針墓」は国指定史跡で、「安針塚」とも呼ばれる。
2019年（令和元年）10月25日、浄土寺本堂で400回忌法要が営まれ、徳川宗家18代当主の徳川恒孝も参列した。

## 三浦按針にゆかりのある宝物

### 銅造観音菩薩立像
2021年（令和3年）に横須賀市指定指定重要文化財に指定された。善光寺式の鋳銅製鍍金像で、高さは30センチメートルほど。造立年代は鎌倉時代後期ごろとされる。
中世に遡る金剛仏の遺例として国内彫刻史上で貴重なものである。

### 貝葉経（ばいようきょう）
南伝仏教の経文が記されている貝葉経。按針が朱印船貿易で東南アジアから持ち帰ったと伝えられる。パーリ語・クメール文字で書かれた南伝仏教の経典で、タイのアユタヤ王朝後期の1600年～1700年代に書かれたとされる。現存する貝葉経の中で最も古いものの一つ。

2018年（平成30年）、専門家により現存する唄葉経としては世界最古ではないか、との鑑定が出た。

### 豪華な刺繍の打敷
按針の法要に際し、浄土寺に寄進されたと伝わる打敷（うちしき・法具としての装飾布）。鮮やかな模様は、色とりどりの刺繍や絞りによるもので、有職文様や双葉葵の模様で飾られていることから、元は徳川家の高貴な女性の着物であったと思われる。

### 日本橋按針町寄進の打敷
按針の没後220年後の天保11年（1840年）、彼の屋敷があった日本橋按針町から法要に際し寺に寄進された仏具。

### 御筆光明本
光明本とは後に光明本尊とも言われたもので、大型の絹布に名号を中心にして、その周りに如来像や、インド、中国、日本の浄土教の諸祖師と聖徳太子を配して描いたもの。通常一幅の掛け軸に仕立てられている。
浄土寺の「御筆光明本」の裏書には享保14年（1729年）と記されているが、図画は室町時代作と鑑定された。

## 梵鐘

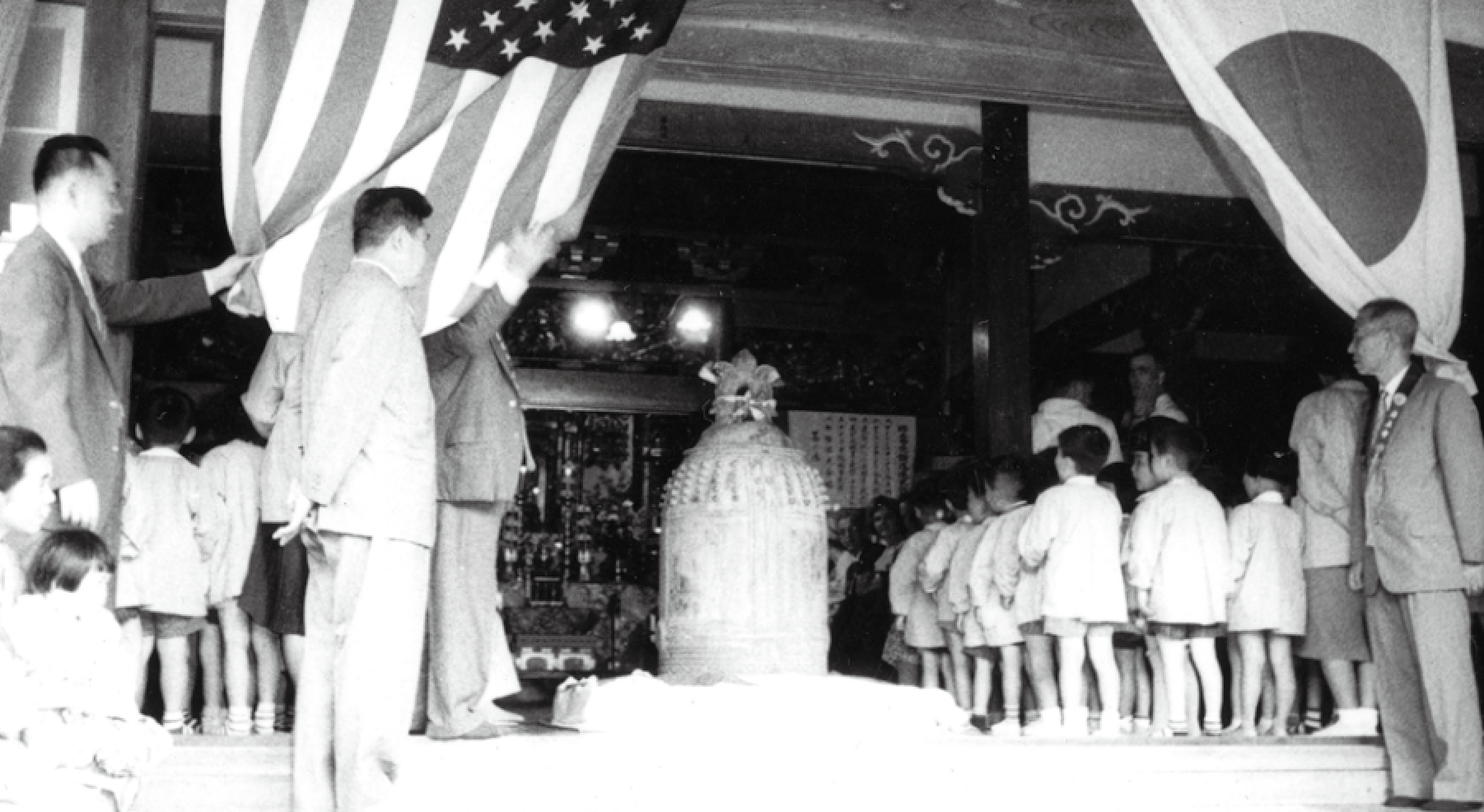
1961年（昭和36年）の返還式の模様

延享4年（1747年）、鋳物師の木村将監安成によるもの。青銅製で直径60cm、高さ1.2m、重さ約270kg。鋳物師木村家は紀州粉河の出身。江戸時代中頃から幕末まで、江戸御用聞町人を務めた有力な鋳物師であった。中でも木村将監安成は優れた腕を持ち、他に池上本門寺や護国寺（文京区音羽）の梵鐘を手掛けている。
第二次世界大戦中に金属類回収令により供出。1945年（昭和20年）7月には横須賀海軍工廠にあったが、戦後、米海軍によってジョージア州アトランタ市に寄贈され、同市内の公園に置かれていた。日米修好百周年を記念して日米のロータリークラブと米海軍の協力により寺に返還。1961年（昭和36年）5月30日に同寺で返還式が開かれた。

## アクセス
JR横須賀駅より徒歩7分。京急逸見駅より徒歩4分。

## 関連作品

### テレビ
- 『家康 大航海時代に出会う！ イギリスの侍 按針の大冒険』（2018年、NHK歴史秘話ヒストリア）
- 『タカトシ温水の路線バスの旅横須賀・横浜海辺の隠れ食堂×大人の秘密基地カフェ』（2017年、ぶらぶらサタデー）

### 漫画
- 『按針と家康:イギリス人侍　三浦按針』